# Das letzte Loch
Das letzte Loch ist ein Film von Herbert Achternbusch aus dem Jahr 1981.
Achternbusch ist Produzent und führt Buch und Regie. Er spielt auch „den Nil“, einen Fliegenfänger, Biertrinker und Privatdetektiv.

## Handlung
Der Nil stößt bei seiner Arbeit auf die Judenmorde der Deutschen. Um diesen Massenmord zu vergessen, beginnt er zu trinken. Er begegnet mehreren Frauen mit dem Namen „Susn“. Am Ende will er sich in einen feuerspeienden Berg stürzen, weil er sich als Selbstmörder auf dem Totenberg der Opfer sieht und weil er nicht zum Totenberg der selbstgerechten Deutschen gehören will.